# Inferno (1954)
Inferno (Originaltitel: Hell and High Water) ist ein US-amerikanischer Spielfilm aus dem Jahr 1954. Bella Darvi wurde für ihre Rolle als Denise Montel bei den Golden Globe Awards 1954 als beste Nachwuchsdarstellerin ausgezeichnet. Bei den Oscars 1955 war der Film in der Kategorie Spezialeffekte für den Oscar nominiert.

## Handlung
Der ehemalige Offizier der U.S. Navy Kapitän Adam Jones wird von einer privaten Organisation angeheuert, die eine nukleare Bedrohung von der Freien Welt abwenden will. Die Organisation vermutet, dass die Volksrepublik China mitten im Kalten Krieg auf einer Insel in der Arktis eine Basis für Nuklearwaffen einrichtet. Jones sammelt die Mannschaft um sich, mit der er im Zweiten Weltkrieg gedient hatte. Sie sollen den Wissenschaftler Professor Montel und dessen Tochter Denise Montel von Japan in einem hastig instandgesetzten Unterseeboot der ehemaligen japanischen Kriegsmarine aufnehmen und einem verdächtigen chinesischen Frachter folgen.
Das Schiff wird allerdings von einem chinesischen Unterseeboot geschützt, das ohne funktionierende eigene Torpedos ausgeschaltet werden muss. Behindert durch technische Probleme und dem Aberglauben der Mannschaft wegen einer Frau an Bord erreicht das Unterseeboot unter Kapitän Jones schließlich sein Ziel.
Sie finden heraus, dass die kommunistischen Chinesen planen mit einem amerikanischen Bomber eine Atombombe im Koreakrieg abzuwerfen und den Vereinigten Staaten die Schuld zu geben. Dieser Plan wird durchkreuzt und der Film endet mit einer erneuten Nuklearexplosion.

## Produktion
Inferno sollte zur Vorführung der Möglichkeiten von CinemaScope dienen, das bis dahin vor allem für Landschaftsaufnahmen genutzt worden war
Nachdem Darryl F. Zanuck Samuel Fuller die Möglichkeit eröffnet hatte den Film in CinemaScope zu produzieren, wählte Fuller diesen Film, der zum größten Teil in den engen Innenräumen eines Unterseebootes spielt. Für Samuel Fuller war es der bis dahin kostspieligste Film, an dem er Regie führte, und der vorletzte, den er für 20th Century Fox drehen sollte. Inferno wurde von ihm innerhalb von sechzig Tagen gedreht und kostete 1,87 Millionen Dollar. Angeregt von Wie angelt man sich einen Millionär hielt Fuller die CinemaScope-Kamera stets in Bewegung und filmte nicht statisch wie es noch in Das Gewand gemacht worden war.
Die Zeit der Roten Angst in der McCarthy-Ära ging auch an der Filmproduktion nicht spurlos vorbei. Fuller musste offizielle Filmaufnahmen von Atombombenexplosionen, die er für den Film verwendete, auf Verlangen der Regierung farblich ändern, damit aus den Farben nicht Rückschlüsse auf die Zusammensetzung US-amerikanischer Nuklearwaffen gezogen werden könnten.
Für die Filmmusik verwendete Alfred Newman Musik des Films The Fighting Lady wieder.

## Rezeption
Bei Rotten Tomatoes hat der Film eine Publikumsbewertung von 38 Prozent und eine Kritikerbewertung von 80 Prozent.
In der New York Times wurde die Geschichte 1954 als fantastisches Garn bezeichnet. Die Annahme, dass Privatpersonen mit Regierungsunterstützung eine solche Operation durchführen könnten sei absurd, die internationale Intrige verrückt. David Hempstead in Variety urteilte seinerzeit kurz vor Erscheinen von Inferno, dass Cinemascope und ein nervenzehrendes Abenteuer ein perfektes Paar in dem Film ergeben würden.
Fernando F. Croce erinnerte zunächst im Slant Magazine daran, dass Inferno der von Samuel Fuller am wenigsten geschätzte Film gewesen sein soll. Der Film sei vergleichbar mit anderen Marinefilmen der Zeit, wobei Fullers Stärke weniger in der Schaffung von Genre-Bildern, als im Auftrennen der Nähte des Genres liege. Insgesamt wäre Inferno am besten, wo er sich jenseits von abstrakten Predigten hin zu tiefgehender Konkretheit bewege. Andererseits wurde geurteilt, dass es sich um die beste Darstellung von U-Boot-Kämpfen handelte, bis Das Boot erschien.
Für Time Out ist Inferno ein tief pessimistischer Film, der die Wurzeln von Loyalität und Identität in Frage stelle, während die Motive der Personen auf jeder Stufe der Geschichte untersucht würden.
Das Lexikon des internationalen Films urteilt, der Film sei aus „filmsoziologischer Sicht“ interessant, er sei „[jedoch][z]wiespältig durch seine tendenziöse Ideologie.“

## Auszeichnungen und Nominierungen
- Golden Globe Award 1954: Beste Nachwuchsdarstellerin an Bella Darvi (gleichauf mit Pat Crowley und Barbara Rush)[12]
- Oscars 1955: Nominierung für die Spezialeffekte[13]
- DGA Award 1955: Nominierung für Samuel Fuller[14]